# BZK-005
BZK-005是中国人民解放军海军使用的一款大型长航时多用途无人机。该机由北京航空航天大学无人机研究所设计，并由中航工业哈尔滨飞机工业集团制造。该机有相当可观的续航能力，可执行通信中继、侦查、攻击等军事任务，或测绘及货物运输等民用任务。BZK-005最早于2006年于珠海航展上被展出，并曾两次获得国家科技进步一等奖。2015年该机曾参加二战胜利70周年阅兵。BZK-005的总设计师是向锦武。

## 设计
BZK-005采用大展弦比机翼，常规式布局。发动机为一台活塞式发动机，后推式布局。尾翼则以尾撑的方式与机翼连接。机身主体主要由复合材料制成，机身前部的凸起的整流罩内可安装卫星通信天线。机头下部可挂载光学/红外吊舱及合成孔径雷达。制造方表示该机有一定的隐身能力。该机的后续型号在机翼根部具有多个重挂点，可以挂载多种武器弹药。机舱内也可以安装通信中继模块。

## 部署和使用

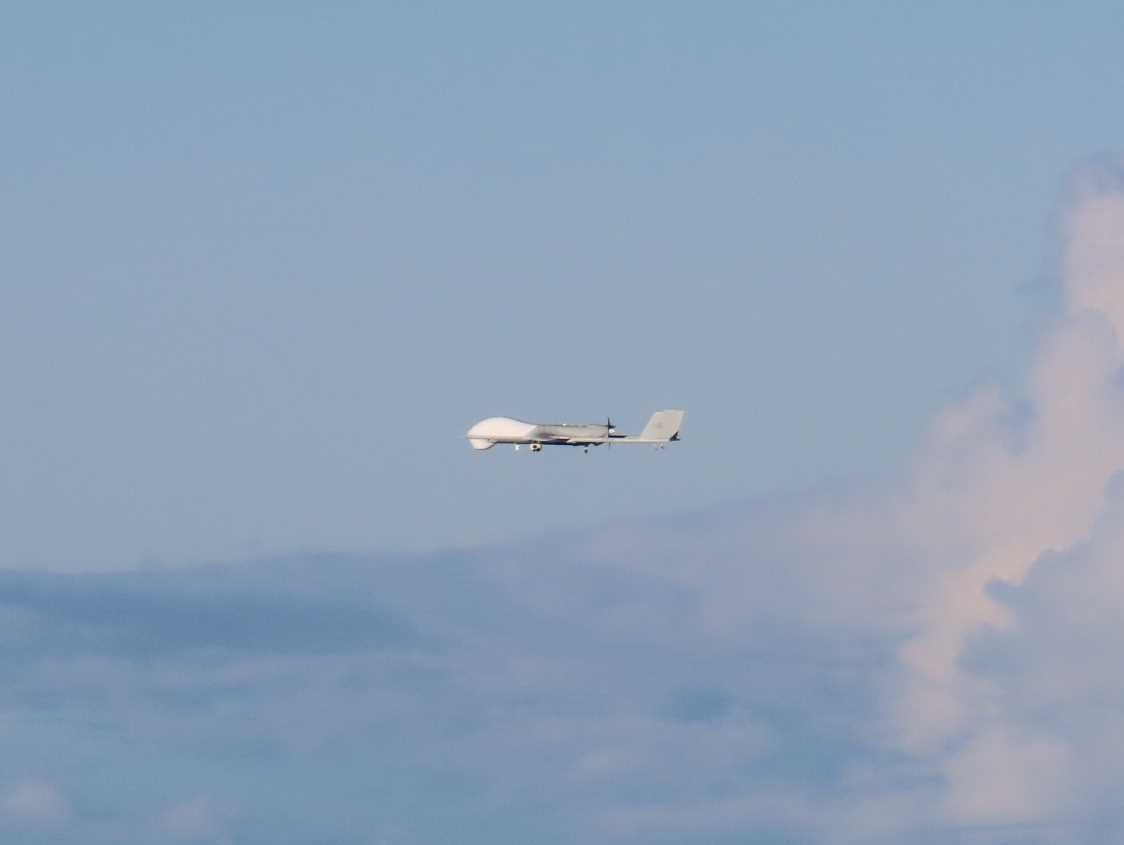
2022年8月4日，BZK-005参与环台军事演习

BZK-005由原总参二部旗下的61135部队装备。最初部署于北京昌平沙河机场。大约在2013年开始部署在杭州湾岱山岛。当年至少部署了3架机。
2016年被发现部署于西沙永兴岛。
2017年被发现部署于拉萨贡嘎机场。
2018年4月，日本航空自卫队在东海上空发现一个无人机，根据航空自卫队推测，可能是BZK-005。
2019年，印尼鹰航购入3架BZK-005用于印尼岛屿间的货物运输。鹰航表示BZK-005将从2019年四季度投入使用，并运营最多100架无人机进行货运。

## 改型
- BZK-005C：国内使用的改进型号。除传统的侦查和通信中继任务外，也具备攻击能力。[8][9]
- BZK-005E：也称为CY-5E、TYW-1或长鹰E。北京北航天宇长鹰无人机科技有限公司研制。出口型。军民两用。2017年首飞，2018年9月得到出口许可。该机在北航天宇于台州的工厂生产而非交由哈飞生产。[10][11][12]

## 性能指标
- BZK-005E[13]
  - 翼展：18m
  - 机身长度：10.35m
  - 机高：2.5m
  - 实用升限：7500m
  - 最大起飞重量：1500kg
  - 最大载重重量：370kg
  - 巡航速度：130 - 180km/h
  - 巡航高度：3000 - 7000m
  - 最大续航时间：40h